# 梅瑟的埃及之旅 (佩鲁吉诺)
《梅瑟的埃及之旅》（摩西离开埃及）是意大利文艺复兴画家彼得罗·佩鲁吉诺及其工作室完成的一幅湿壁画，绘制于大约1482年，位于梵蒂冈宗座宫的西斯汀小堂内。画作描绘了先知梅瑟（摩西）的旅程。